# Vorzsák Magdolna
Vorzsák Magdolna (lánykori neve: Korvig; Szamosújvár, 1946. február 11.–) erdélyi magyar közgazdász, közgazdasági szakíró, egyetemi tanár.

## Életútja
A BBTE-n 1968-ban szerzett közgazdász diplomát, majd a bukaresti egyetemen a doktori fokozatot is (1978). Doktori dolgozatának címe: Evoluţia rolului omului în teoria şi practica monetară. Az egyetem elvégzése után a BBTE-n, majd 1971–75 között a iaşi-i egyetemen tanársegéd, 1990-től adjunktus, 1993-tól docens. 1995-ben a BBTE-re tér vissza ugyancsak docensként, majd 1995–96-tól a Transylvania Business School egyetemi tanára, 2000-től az egyetem szenátusának tagja.

## Kutatási területe
Mikro- és makroökonómia, stratégiai menedzsment.

## Munkái
- Curs de economie politică a socialismului: Reproducţia socialistă lărgită şi creşterea economică (Iaşi, 1974);
- Proiect economic. Fundamentarea planului de dezvoltare economico-socială a unei întreprinderi industriale (társszerző A. Borza, Kolozsvár, 1984);
- Curs de economia industriei (társszerző Elena Butură, Kolozsvár, 1985);
- Economia industriei: culegere de probleme, studii şi cazuri (Kolozsvár, 1987);
- Evoluţia ramurilor. Note de curs (Kolozsvár, 1992);
- Mikroökonómia (Kolozsvár, 1995);
- Makroökonómia (Kolozsvár, 1996);
- Mikroökonómiai kislexikon (társszerző Kovács Liciniu Alexandru, Kolozsvár,  2002. Sapientia Könyvek);
- Macroeconomie (társszerző Valentin Toader, Kolozsvár, 2004);
- Bazele economiei concurenţiale (társszerző Carmen Guţ, Kolozsvár, 2006);
- Microeconomia entităţilor economice (társszerzők Carmen Maria Guţ és Valentin Toader, Kolozsvár, 2007).

## Társasági tagság
- A Romániai Magyar Közgazdász Társaság tagja